# Bandiera della Buriazia
La bandiera della Repubblica di Buriazia, o nalcchik è stata adottata il 29 ottobre 1992.

## Descrizione
La bandiera della Repubblica di Burazia, di forma rettangolare, consiste in tre bande orizzontali di colore: blu nella parte superiore, bianco in quella centrale e gialla in quella inferiore. Le proporzioni delle bande sono: 2/4 per quella superiore e 1/4 per le altre due.
Nell'angolo in alto a sinistra della bandiera è raffigurato il simbolo della Buriazia, una particolare variante del "Sojombo" di tradizione mongola: un sole, una mezzaluna ed in alto un fuoco con tre lingue.
La proporzione della bandiera è di 1:2.

## Simbologia
Il blu, colore nazionale dei buriati, incarna la radici storiche e culturali del popolo buriato. Il bianco sta ad indicare la felicità, la pace, la prosperità e l'unità. Il bianco ed il blu, disposti in questa sequenza, rimarcano la disposizione dei colori della bandiera russa e, di conseguenza, l'appartenenza della Buriazia alla Federazione russa.
Il giallo sottolinea la parte spirituale dei buriati; i buriati, infatti, per la maggior parte professano il lamaismo, una corrente del buddismo, e il colore rappresenta metaforicamente la ricerca della pace interiore.
Il Sojombo buriato si compone di tre elementi: la luna, il sole e il fuoco. Il sole rappresenta la fonte della vita, della luce e dell'abbondanza. La mezzaluna invece viene venerata dai buriati come un sacramento,  al pari dei mongoli e dei turchi. Il Fuoco rappresenta il calore, la vita, la luce, il benessere, ed il focolare, oltre ad essere un simbolo di purezza. La prima lingua della fiamma simboleggia il passato, la seconda il presente e la terza le generazioni future.